# The Common Catechism
The Common Catechism: A Book of Christian Faith è un'opera pubblicata per la prima volta nel 1973 in lingua tedesca (e poi nel '75 in lingua inglese). È stato il primo catechismo redatto congiuntamente dalla Chiesa cattolica, dalla Federazione mondiale luterana e dalla Comunione Mondiale delle Chiese Riformate, frutto dell'ecumenismo e del dialogo interreligioso fra queste confessioni:
(Prefazione)
I teologi cristiani che hanno collaborato alla redazione del testo «confidano che la loro testimonianza comune desti in ogni singolo cristiano una testimonianza comune di fede nella vita cristiana». Il Catechismo Comune possiede un carattere interconfessionale poiché presenta un'esposizione della fede cristiana condivisa dalle tre principali fedi religiose cristiane ed è considerato un prodotto importante del loro impegno ecumenico.